# Le Monde de Fred
Pour plus de détails, voir Fiche technique et Distribution.
Le Monde de Fred est une comédie française réalisée par Valérie Müller, sortie en 2014.

## Synopsis
Fred a la quarantaine et n'en peut plus d'enchaîner les interviews de footballeurs à l'éternelle langue de bois. Son rêve est de devenir réalisateur de cinéma. Alors qu'il travaille sur son projet de film, sa vie sentimentale est toujours aussi compliquée. En effet, séducteur impénitent, il multiplie les conquêtes jusqu'au jour où l'une d'elles vient bouleverser son existence. Celle-ci lui annonce qu'il va bientôt être papa. Un cataclysme qui, pour Fred, va devenir un test de maturité à vitesse accélérée.

## Fiche technique
- Titre : Le Monde de Fred
- Réalisation : Valérie Müller
- Scénario : Valérie Müller et Olivier Soler
- Photographie : Philippe Roussilhe
- Montage : Yohann Angelvy, Michel Klochendler et Aurore Mréjen
- Musique : Yvan Thiot
- Producteur : Olivier Soler, Fabrice Préel-Cléach, Olivier Bodeur Cremieux, Valérie Müller et Reynald Bialès
- Production : Komodo Productions, Lithium Films et Offshore
- Distribution : Zelig Films Distribution
- Pays d'origine :  France
- Langue : français
- Genre : comédie
- Durée : 72 minutes
- Dates de sortie :
  -  France : 2 juillet 2014

## Distribution
- Olivier Soler : Fred
- Marina Golovine : Fleur
- Lorànt Deutsch : le footballeur comédien
- Vahina Giocante : Léa Frazier
- Frédéric Graziani : Antoine Peroni
- Patrick Guillou : Klaus
- Pascal Henault : Didier
- Laurent Labasse : Francis NLS
- Virginie Ledoyen : elle-même
- Olivier Peigné : Victor
- Franck Ribéry : lui-même
- Daniel Van Buyten : lui-même
- Emmanuel Petit : lui-même
- Jérémy Janot : lui-même
- Mickaël Isabey : lui-même
- Carlos Acosta : lui-même